# Kaipa (album)
Kaipa is het debuutalbum van de gelijknamige band uit Zweden.

## Geschiedenis
De band kreeg vaste vorm in 1974 wanneer Hans Lundin, Tomas Eriksson en Thomas Sjöberg gitarist Roine Stolt als vaste gitarist aannemen. Lundin heeft een hele stapel muziek klaarliggen om te gaan spelen. Sjöberg verliet voor de opnamen vanwege ziekte de band en werd vervangen door Ingemar Bergman. De band begon in juni 1974 nog als trio op te treden, maar in diezelfde maand werd door de vaste betrekking van Stolt een kwartet. Ze beginnen met demo’s op te nemen onder leiding van geluidstechnicus Leif Mases. Hij liet ze aan de eigenaar van de geluidsstudio Marcus Music Studios (Markus Österdahl) horen. Het was de bedoeling dat het uitgebracht zou worden via het Zweedse platenlabel Electra Records; het werd uiteindelijk de Zweedse tak van Decca Records. Kapia dook vervolgens de genoemde studio in om deels nieuw repertoire op te nemen. De platenhoes is ontworpen door Stolt.
Nog voordat het album in de winkels lag, verzorgde Kaipa optredens. Er zouden volgens een heruitgave in 2005 circa 10.000 exemplaren van verkocht worden. Het originele album is alleen in Scandinavië verkocht. In 1993 verzorgde Musea Records een Europese heruitgave, in 2005 InsideOut Music (heruitgave in een box) en in 2016 Tempus Fugit (heruitgave enkele cd).
Dick van der Heijde van ProgWereld omschreef de muziek (naar aanleiding van de heruitgave InsideOut) als een mengeling van folk, klassieke muziek en symfonische rock.

## Musici
- Ingemar Bergman – drumstel, percussie, zang
- Tomas Eriksson – basgitaar, zang
- Hans Lundin – toetsinstrumenten waaronder hammondorgel, Fender Rhodes, eerste zangstem
- Roine Stolt – elektrische en akoestische gitaar, zang

## Muziek
| Nr. | Titel                                        | Duur |
| --- | -------------------------------------------- | ---- |
| 1.  | Muusiken är ljuset (Lundin (m/t), Stolt (m)) | 7:04 |
| 2.  | Saker har två (Lundin (m/t))                 | 4:34 |
| 3.  | Ankaret (Lundin (m/t))                       | 8:40 |
| 4.  | Skogspromenad (Lundin (m/t))                 | 3:40 |
| 5.  | Allting har en början (Lundin (m/t))         | 3:12 |
| 6.  | Se var morgon gry (Lundin (m/t))             | 8:53 |
| 7.  | Förlorad I Istanbul (Stolt (m/t))            | 2:24 |
| 8.  | Oceaner föder liv (Stolt (m/t))              | 9:28 |
| 9.  | Från det ena till det andra (Stolt (m))      | 2:49 |
| 10. | Karavan (Stolt (m))                          | 2:54 |

De teksten zijn in het Zweeds. Skogspromenad. Volgens de heruitgave hadden drie van de bandleden bezwaar tegen het opnemen van Skogspromenade op het album; ze vonden het te simpel klinken. Muziekproducent Österdahl wist hun te overtuigen. De laatste twee tracks stonden niet op de oorspronkelijke elpee.

## Demo 1974
De heruitgave van InsideOut Music ging gepaard met een extra disc met demo-opnamen die de band in 1974 had gemaakt, meer voor plezier, dan voor een platencontract. De meeste liedjes zouden een zachte dood sterven; ze kwamen niet op de eerste elpee terecht.
Liedjes: 1:Saker har två sidor (6:44), 2:Under Stora gröna träd (3:01), 3:På fjärd (12:32), 4:Taktus (3:47), 5:Folke 2 (1:38), 6:Allting har sin början genom solen (5:07), 7:Cirrus (1:07), 8:Akrobaternas flykt (5:50), 9:Akrobaternas dans (2:31), 10:Nattens affár (4:06), 11:Karavan (2:51). Alles geschreven door Lundin behalve track 2 (Lundin en Bergman) en tracks 4 en 11 (Stolt).